# Prunus tongmuensis
Prunus tongmuensis nova biljna vrsta otkrivena 2024. godine u kineskim provincijama Fujian i Jiangxi. Pripada porodici ružovki. Ova nova vrsta trenutno je poznata samo iz Nacionalnog parka Wuyishan, provincije Fujian i Jiangxi, gdje raste u različitim staništima kao što su rubovi zimzelenih šuma širokog lišća, doline ili rubovi cesta, na nadmorskoj visini od 600-1000 m.

## Opis
Prunus tongmuensis, nova vrsta roda Prunus iz Nacionalnog parka Wuyishan, jugoistočna Kina. Ovu vrstu karakteriziraju receptakuli od cjevastog oblika do oblika boce i tamnoljubičaste koštunice. Od ostalih stabala roda Prunus razlikuje se po cvjetovima i listovima, crvenkastosmeđim mladim listovima, prisutnosti 1-2 žlijezde pri dnu listova, peteljkama gusto prekrivenim žućkasto smeđim resicama, dužim peteljkama (0,6-2,5 cm), resicama tučka i tamnoljubičastim koštunicama. Filogenetska analiza temeljena na cjelovitim sekvencama genoma plastida dodatno potvrđuje status nove vrste i ukazuje da je blisko povezana s Prunus clarofolia, međutim, značajno se razlikuje u obliku lista, veličini, boji resica peteljke, položaju žlijezda, vrijeme otvaranja cvijeta i lišća, te refleksne ili raširene čašice, kao i boju koštunice.